# Cloreto de prenila
Cloreto de prenila, também conhecido como 1-cloro-3-metil-2-buteno ou 1-cloro-3-metilbut-2-eno é o composto orgânico de fórmula C5H9Cl, massa molecular 104,57796. Possui ponto de ebulição de 58-59 °C a 120 mm Hg, densidade de 0,928 g/mL at 25 °C. É classificado com o número CAS 503-60-6.
É um líquido inflamável, irritante pra os olhos e a pele.
A adição de cloreto de hidrogênio ao isopreno resulta no cloreto de prenila, junto com o isômero alílico 2-cloro-2-metilbut-3-eno. A presença deste cloreto terciário não é deletéria dado que enquanto o cloreto de prenila reage via reação SN2, ele reage pelo mecanismo SN2' resultando no mesmo produto, a metileptenona.

Pode ser sintetizado com alto rendimento pela reação de isopreno com ácido clorídrico na presença de cloreto de sódio.